# السيدة إيما
السيدة إيما (بالكورية: 애마) هو مسلسل تلفزيوني كوري جنوبي قادم، بطولة لي ها ني، بانغ هيو رين، جين سيون كيو، جو هيون تشول، من المقرر إصداره على نتفليكس في 22 اغسطس 2025.

## ملخص
هي دراما كوميديا سوداء خيالية مستوحاة من تصوير الفيلم الإيروتيكي الكوري "مدام إيما" في ثمانينيات القرن الماضي، والذي هزّ صناعة السينما الكورية آنذاك. يُعيد الفيلم تخيل الواجهة البراقة لمدينة تشونغمورو في تلك الحقبة، كاشفًا عن هياكل السلطة الكامنة وراءها، والظلم والتمييز الذي واجهته الممثلات، وقصص من قاومنها.

## طاقم
- لي ها ني - جونغ هي ران

كانت آن سو يونغ، الممثلة الأصلية، من ألمع نجمات عصرها، ولكن بسبب خلاف مع المنتج، فقدت دورها الرئيسي في الفيلم الجديد "مدام إيما". إنها شخصية حادة الطباع، قد تكون حادة الطباع مع الجميع، لكنها تعرف كيف تميز بين الصواب والخطأ.
- بانغ هيو رين - شين جو آي

التي اخذت دور آن سو يونغ الأصلي. ممثلة مبتدئة، بعد أن كانت تكسب عيشها كراقصة في ملهى ليلي، اختيرت فجأةً للدور الرئيسي في أنجح أفلام تشونغمورو، "مدام إيما".
- جين سيون كيو - جو جونغ هو

منتج أفلام مستعدٌّ لفعل أي شيءٍ للبقاء في صناعة أفلام تشونغمورو. ولإبقاء هي-ران خارج نطاق السيطرة، يُعطي الدور الرئيسي لممثلٍة مبتدئٍة.
- جو هيون تشول - كواك إن-وو

مخرج مبتدئ حالم وخجول على وشك القيام بأول تجربة إخراجية له بفيلم "مدام إيما".

### داعم
- وو جي هيون[2]
- لي جوو-يونغ[2]
- كيم جونغ-سو[2]
- لي سونغ-ووك[2]
- أهن جيل-كانغ[2]
- هيون بونغ-سيك

## الإنتاج
في فبراير 2025 ، كشفت نتفليكس عن تشكيلة الدراما الكورية الإصلية لعام 2025، ومن ضمنها "السيدة إيما" وهو من اخراج وكتابة لي هاي-يونغ، وانتاجه من قبل شركة لامب المحدودة واستوديو كيك.

## روابط خارجية
- السيدة إيما على موقع IMDb (الإنجليزية)
- السيدة إيما على موقع نتفليكس (الإنجليزية)
- السيدة إيما على موقع ألو سيني (الفرنسية)
- السيدة إيما على موقع قاعدة بيانات الفيلم (الإنجليزية)
- السيدة إيما على هانسينما